# تپه دیال‌آباد
تپه دیال آباد مربوط به دوران‌های تاریخی پس از اسلام است و در شهرستان تاکستان، بخش اسفرورین، روستای دیال‌آباد واقع شده و این اثر در تاریخ ۱۶ آبان ۱۳۷۹ با شمارهٔ ثبت ۲۸۶۳ به‌عنوان یکی از آثار ملی ایران به ثبت رسیده است.